# Ademar Kammler
Ademar Kammler, född 24 maj 1970, är en friidrottare från Brasilien. Han deltog vid olympiska sommarspelen 1992.